# オフィーリア (絵画)
『オフィーリア』（英: Ophelia）は、1851年から1852年にかけて制作されたジョン・エヴァレット・ミレーによる絵画である。
ロンドンにあるテート・ブリテン美術館に所蔵されている。
オフィーリアはウィリアム・シェイクスピアの戯曲『ハムレット』の登場人物であり、この作品では彼女がデンマークの川に溺れてしまう前、歌を口ずさんでいる姿を描いている。
この絵は初めてロイヤル・アカデミーに展示されたときには広く評価されなかったが、その後その美しさや自然の風景の正確な描写が賞賛されるようになった。

## テーマと要素
この絵はちょうどオフィーリアが溺れる前、歌いながら川に浮かんでいる姿を描いている。このシーンは『ハムレット』第4幕第7場で王妃ガートルードのせりふの中で表されている。

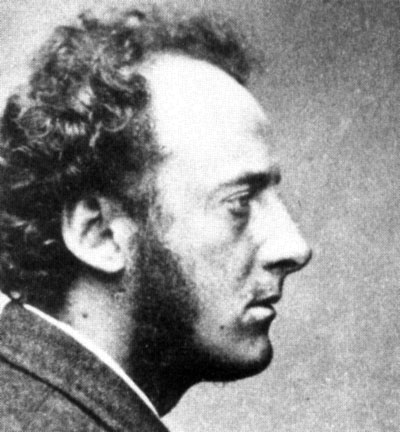
ジョン・エヴァレット・ミレーの肖像

描かれたエピソードは舞台上では見られず、ガートルードのせりふにのみ存在する。
「（前略）すてきな花輪を、垂れた枝にかけようと、柳によじ登ったとたん、意地の悪い枝が折れ、花輪もろとも、まっさかさまに、涙の川に落ちました。裾が大きく広がって、人魚のようにしばらく体を浮かせて―――そのあいだ、あの子は古い小唄を口ずさみ、自分の不幸が分からぬ様子―――まるで水の中で暮らす妖精のように。でも、それも長くは続かず、服が水を吸って重くなり、哀れ、あの子を美しい歌から、泥まみれの死の底へ引きずり下ろしたのです。」
オフィーリアの死は、文学の中で最も詩的に書かれた死の場面の一つとして称賛された。
腕を広げ、視線を上にあげるオフィーリアの姿態は、伝統的な聖人や殉教者の肖像に類似しているが、エロティックであるとも解釈された。
この絵は自然の生態系の栄枯盛衰を強調して描かれた、精緻な川や川岸の花の描写で知られている。『ハムレット』を題材としているがゆえに、デンマークの小川という設定ではあるが、その景色は典型的なイングランドの情景であると見られるようになった。実際『オフィーリア』はグレーター・ロンドンのサリー州内、トルワース付近のホグズミル川の川辺で描かれた。オールドモールデン近くに住むバーバラ・ウェブは多くの時間を費やして、この絵画の正確な場所を見つけた。彼女の調査によると、その景色はオールドモールデンのチャーチロード沿い、シックスエーカーメドウ（Six Acre Meadow）の中にあり、現在その場所には当作品が描かれた場所であることを示す説明板が設置されている（北緯51度22分54秒 西経0度15分46秒 / 北緯51.3817642度 西経0.2628229度）。今はその近くにはミラリス・ロードがある。ミレーの親しい同僚であったウィリアム・ホルマン・ハントは当時、その近くで『雇われ羊飼い』の制作をしていた。

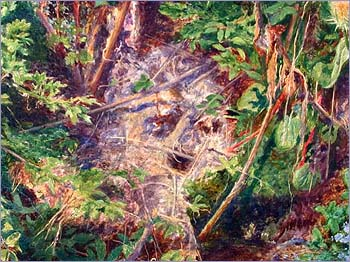
木の葉の中の髑髏とみられる部分

川の上に浮かんで見られる花は、シェイクスピアによるオフィーリアの花冠の描写に一致するように選ばれている。それらはまたヴィクトリア朝に流行した、それぞれの花が象徴的な意味を伝えるとされる花言葉の趣向も反映している。人目を引く赤いケシは、シェイクスピアはこの場面の説明では言及していないが、眠りと死の象徴である。
髑髏が川岸の木の葉の中に描かれている、とよく主張されるが、ミレーによって意図されたとする現存する証拠はない。しかし、自然に形作られた髑髏は、ミレーに同行し制作されたハントの作品『雇われ羊飼い』の中で明白に使われ、髑髏に似た模様が背中にある欧州産スズメガが描かれている。
この絵画を制作する初期の段階で、ミレーは助手がホグズミル池で釣ってきたミズハタネズミをオフィーリアの隣に描いていた。1851年12月、彼はホルマン・ハントの親戚に未完成の絵を見せた。彼は日記に記している。
「ハントのおじとおばが来て、2人ともミズハタネズミ以外のすべてのものを容易に理解してくれた。おじはそれが何に見えるか問われたとき、野ウサギであると張り切って答えた。彼は私たちの苦笑から自分が間違えたことを感じ、次にあてずっぽうでウサギと言った。その後、犬や猫と言われたような気がする。」
ミレーはミズハタネズミを除外して絵を完成させたが、そのラフスケッチは額に隠れたキャンバスの上の角に存在している。
ミレーは自身が結成したラファエル前派の信条に従い、明るい色を使用し、細部に細心の注意を払い、自然に忠実であるようにした。このオフィーリアにおける色彩の演出は、ラファエル前派の様式の典型的なものである。というのも、まず第一に主題となる対象として、幸福を切に願いながら生活するが、死の際になって自分の運命に気が付く女性を描いていることがある。か弱い女性はラファエル前派の画家たちに人気のある主題であった。また、ミレーは明るく、鮮やかな色を背景に使用し、青ざめたオフィーリアを背景の自然と対比させている。これらのことはすべて、オフィーリアの周りの茂みや木々への生き生きとした細密描写への配慮、彼女の顔の輪郭、そして彼女のドレスに行ったミレーの複雑な描写から明らかである。

## 制作手順

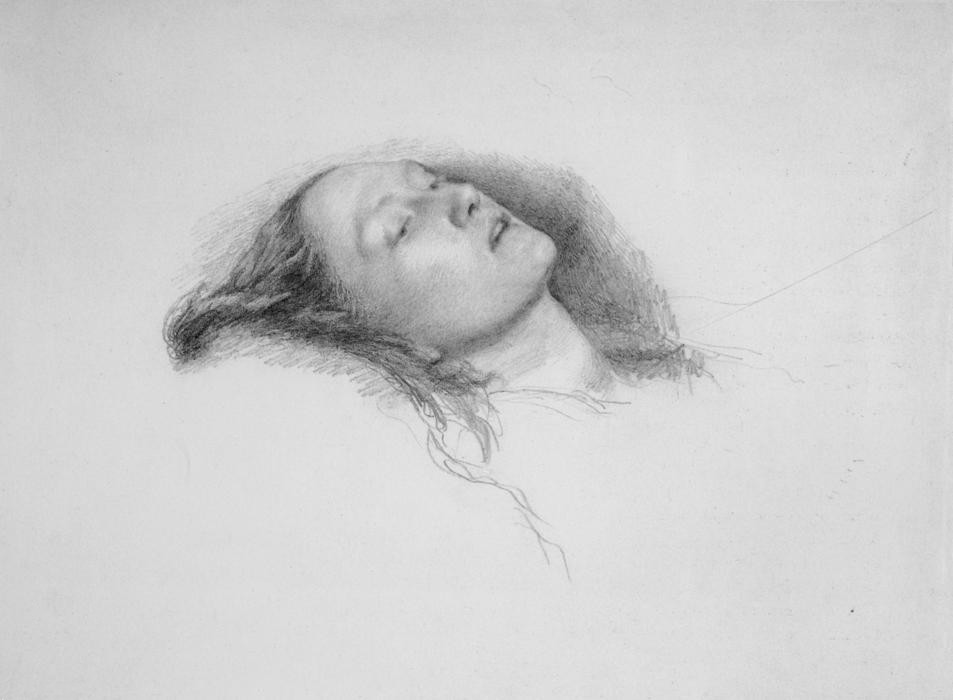
顔の部分の習作（1852年）

ミレーは『オフィーリア』を2つの段階に分けて制作した。彼はまず初めに風景を描き、その次にオフィーリアの姿態を描いた。絵画にふさわしい環境を見つけ、ミレーはイーウェル市のホグズミル川の岸に滞在した。文字通り目と鼻の先で、ラファエル前派の同僚のウィリアム・ホルマン・ハントが『世の光』を描いていた。風景は1851年の5か月間にわたって、週に6回、最大で1日11時間かけて描かれた。このことによって彼は、自身の眼前に広がる自然の景色を正確に描くことができた。ミレーは制作中、様々な困難に遭遇した。彼は友人にあてた手紙の中でこう記している。
「サリーのハエはずっと貪欲で、さらに人の体を探る強い傾向を持っている。私は不法侵入し、干し草を破壊しているように見られ、治安判事のところへ出頭を命じられることを恐れた。…そしてまた風によって水の中に吹き飛ばされる危険もあった。確実に、そのような環境下で絵を描くことは、犯罪者にとって絞首刑より厳しい罰であったろう。」
1851年11月までに、天候は風が強く、雪が降るようになった。ミレーは「哨舎のような四つの囲い (hurdle) で作られ、外側をわらで覆われた」小屋の中でじっと待つことを余儀なくされた。ミレーによれば、小屋の中で座っていることで彼はロビンソン・クルーソーのような気分になった。ウィリアム・ホルマン・ハントはその小屋に強く感銘を受けて、自分のためにそれと同一のものを作らせるくらいだった。
オフィーリアのモデルは、ラファエル前派の代表的なモデルの一人エリザベス・シダルであり、彼女はそのとき19歳だった。ミレーはロンドンのガワーストリートにあった彼のスタジオ7で、シダルを完全に服を着せた状態で、水を満杯に張ったバスタブの中に横たわらさせた。冬だったので、彼は水を温めるためオイルランプをバスタブの下に置いたが、作品に集中しすぎて火が消えたのに気づかなかった。結果として、シダルはひどい風邪をひいてしまい、彼女の父親はその後ミレーに50ポンドの治療費を請求する手紙を送った。ミレーの息子によると、彼は最終的に少し金額を下げて賠償を受け入れた。こうした騒動はあったにせよ、シダルをモデルにした作品としては、その面影を最もよく伝える作品とされている。

## 評価
『オフィーリア』が1852年にロンドンのロイヤル・アカデミーで、初めて公的に展示されたとき、広くは称賛されなかった。『タイムズ』での批評では「雑草だらけの溝でオフィーリアを水浸しにさせる想像において何か作者に狂気的で邪悪なものがあるに違いなく、報われない恋で傷心した乙女の溺れる苦しみから悲哀と美しさを奪っている。」と書き、一方で同じ新聞の追加の批評では「ミレー氏の池に浮かぶオフィーリアは…私たちにはしゃぎまわる酪農場の女性を想起させる。」と書いている。偉大な美術評論家であり、ミレーの熱烈な支援者であったジョン・ラスキンでさえも、絵画の技術は「非常に美しい」としながらも、それをサリーの景色を背景に描いた決断については疑念を表した。
しかし20世紀になると、この絵はシュルレアリスムの画家サルバドール・ダリによって支持される。1936年にある定期誌に発表された記事で、彼は「どうしてサルバドール・ダリがイギリスのラファエル前派に花開いたシュルレアリスムに驚嘆せずにいられようか。ラファエル前派の画家たちは私たちにまばゆいばかりに美しく、それと同時に存在する最も理想的で、最も恐ろしい女性像を描き出して見せた。」と述べた。1906年に、夏目漱石は『草枕』の中で「余」の考えとして「水に浮かんだ儘、或は水に沈んだ儘、或は沈んだり浮かんだりした儘、只其儘の姿で苦なしに流れる有様は美的に相違ない。」と書いている。その頃からこの絵は日本で非常に人気が高い。1998年に東京で展示され、2008年や2014年にもまた巡回している。

## 大衆文化
この絵は芸術、映画、写真などの分野において広く参照され、模倣されている。
- ローレンス・オリヴィエ監督・主演の映画『ハムレット』（1948年）はオフィーリアの死の姿をこの絵に準拠している。
- この絵は1951年の映画『陽のあたる場所』でモンゴメリー・クリフトが演じる登場人物の部屋の中にみられる[15]。
- ケン・ラッセルによるダンテ・ゲイブリエル・ロセッティについてのテレビでの伝記映画『ダンテの地獄』（Dante's Inferno, 1967年）の中で、エリザベス・シダル自身の死にこの絵の構成が使われている。
- 2005年のアニメ『Ergo Proxy』の第14話のテーマに使われている。
- ニック・ケイヴの歌 "Where the Wild Roses Grow" のビデオでは、この絵の仕草をカイリー・ミノーグが表現している[16]。
- クリスチャン・デスによるカバー曲 "The Wind Kissed Pictures" はこの絵を取り上げている。
- トーリ・エイモスの歌「オフィーリア」はこの絵やシェイクスピアの原作、Rasputinaの "Dig Ophelia" から刺激を受けた。
- この絵は『コールドケース 迷宮事件簿』シーズン1のエピソードの一つに使われた。
- この絵はまた1986年の映画『ファイアー・ウィズ・ファイアー 炎の誓い』にも使用された。

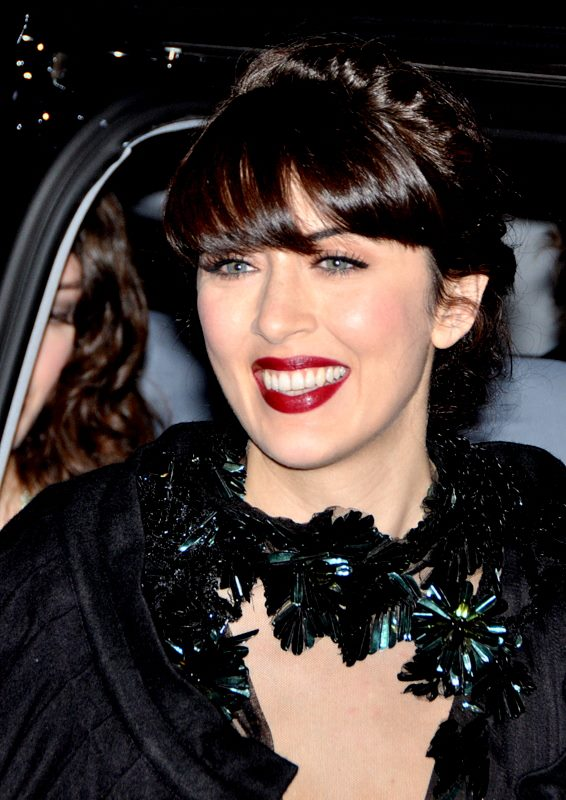
ノルウェン・ルロワ

- ラファエル前派についての2009年のBBCのミニシリーズ "Desperate Romantics" の第2話で取り上げられた。
- 2011年のラース・フォン・トリアーの映画『メランコリア』はこの絵から着想を得ている。
- フランスのシンガーソングライターノルウェン・ルロワの歌「オフィーリア - Ophélia」はこの絵を動機に作られた。
- この絵がトリミング、編集されたものがBihari Beachの2013年のシングル "The Party, After You Left" のカバーに使われた。
- この絵はまた、アメリカのデプレッシブ・ブラックメタルバンド、ゴースト・バス (Ghost Bath) によって彼らの2014年のアルバム "Funeral" のカバーに使われた。
- この絵をカットしたものが、アメリカのポストブラック・メタルバンド 'Sannhet' の2015年のアルバム "Revisionist" のカバーに使われた。

## 来歴と評価額
『オフィーリア』は1851年12月10日にミレーから画商ヘンリー・ファラーが300ギニーで購入した。ファラーはラファエル前派の絵画の熱心な収集家であるB.G.ウィンダスにこの絵を売り、その後ウィンダスは1862年に748ギニーでこの絵を売った。現在、この絵はロンドンのテート・ブリテン美術館に所蔵されており、専門家によると少なくとも3000万ポンドの価値があるとされる。